# Maike Weißpflug
Maike Weißpflug (* 14. November 1978 in Aachen) ist eine deutsche Politikwissenschaftlerin und Autorin.

## Leben und Werk
Maike Weißpflug studierte Germanistik, Philosophie und Politikwissenschaft an der RWTH Aachen. Sie war von 2012 bis 2017 wissenschaftliche Mitarbeiterin am Lehrstuhl für Politische Theorie und Ideengeschichte bei Helmut König und wurde 2016 mit einer Arbeit zu Hannah Arendts politischem Denken promoviert, die 2019 unter dem Titel Hannah Arendt. Die Kunst politisch zu denken bei Matthes & Seitz erschien. Sie wurde mit dem Werk für die Shortlist 2019 des Tractatus-Preises für philosophische Essayistik nominiert.
2017 wechselte Weißpflug ans Museum für Naturkunde Berlin, wo sie das von der Stiftung Mercator geförderte Projekt „Open Science“ koordinierte. Ab 2019 leitete sie u. a. das Projekt Wissenstransfer im Rahmen des Zukunftsplans des Museums und initiierte mehrere Projekte im Bereich Citizen Science und Public Engagement, u. a. die „Berlin School of Public Engagement and Open Science“ und „Natur der Dinge. Eine partizipative Sammlung des Anthropozäns“. Seit Oktober 2021 ist sie Expertin für Strategie und Öffentlichkeitsbeteiligung beim Bundesamt für die Sicherheit der nuklearen Entsorgung (BASE).
Am 6. September 2024 ist ihre Einführung Hannah Arendt. 100 Seiten im Reclam-Verlag erschienen.

## Publikationen (Auswahl)

### Monographien
- Hannah Arendt. Die Kunst politisch zu denken, Matthes & Seitz, Berlin 2019, ISBN 978-3-95757-721-4[7]
- Hannah Arendt. 100 Seiten, Reclam, Ditzingen 2024, ISBN 978-3-15-020702-4

### Herausgeberschaften
- mit Ronald Grätz: NaturKultur, Steidl, Göttingen 2021, ISBN 978-3-95829-939-9

### Radiobeiträge
- "Loyalität als Haltung in schwierigen Zeiten", Essay und Diskurs, Deutschlandfunk, 11. Mai 2025.

### Artikel in Sammelwerken und Zeitschriften
- mit Jürgen Förster: The Human Condition/Vita Activa oder Vom tätigen Leben. In: Wolfgang Heuer, Bernd Heiter, Stefanie Rosenmüller (Hrsg.): Arendt-Handbuch. Leben – Werk – Wirkung, J.B. Metzler, Stuttgart und Weimar 2011, S. 61–70, ISBN 978-3-476-05319-0
- A natural history for the 21st century: Rethinking the Anthropocene narrative with Arendt and Adorno. In: Thomas Hickmann, Lena Partzsch, Philipp Pattberg, Sabine Weiland (Hrsg.): The Anthropocence Debate and Political Science, Routledge, Milton Park und New York 2019, S. 15–30, ISBN 978-0-367-53495-0
- mit Steffen Fritz et al.: Citizen science and the United Nations Sustainable Development Goals. In: Nature Sustainability, 2, 2019, S. 922–930, doi:10.1038/s41893-019-0390-3
- mit Barbara Heinisch, Kristin Oswald, Sally Shuttleworth, Geoffrey Belknap: Citizen Humanities. In: Katrin Vohland, Anne Land-Zandstra, Luigi Ceccaroni, Rob Lemmens, Josep Perelló, Marisa Ponti, Roeland Samson, Katherin Wagenknecht: The Science of Citizen Science, Springer, Cham 2021, S. 97–118, ISBN 978-3-030-58277-7, doi:10.1007/978-3-030-58278-4
- mit Lukas Kübler, Jochen Ahlswede, Ina Stelljes und Patrizia Nanz: Öffentlichkeitsbeteiligung und staatliche Verantwortung bei der Endlagersuche in Deutschland. In: Forschungsjournal Soziale Bewegungen, 35:2, 2022.[8]